# Occussi-Ambeno

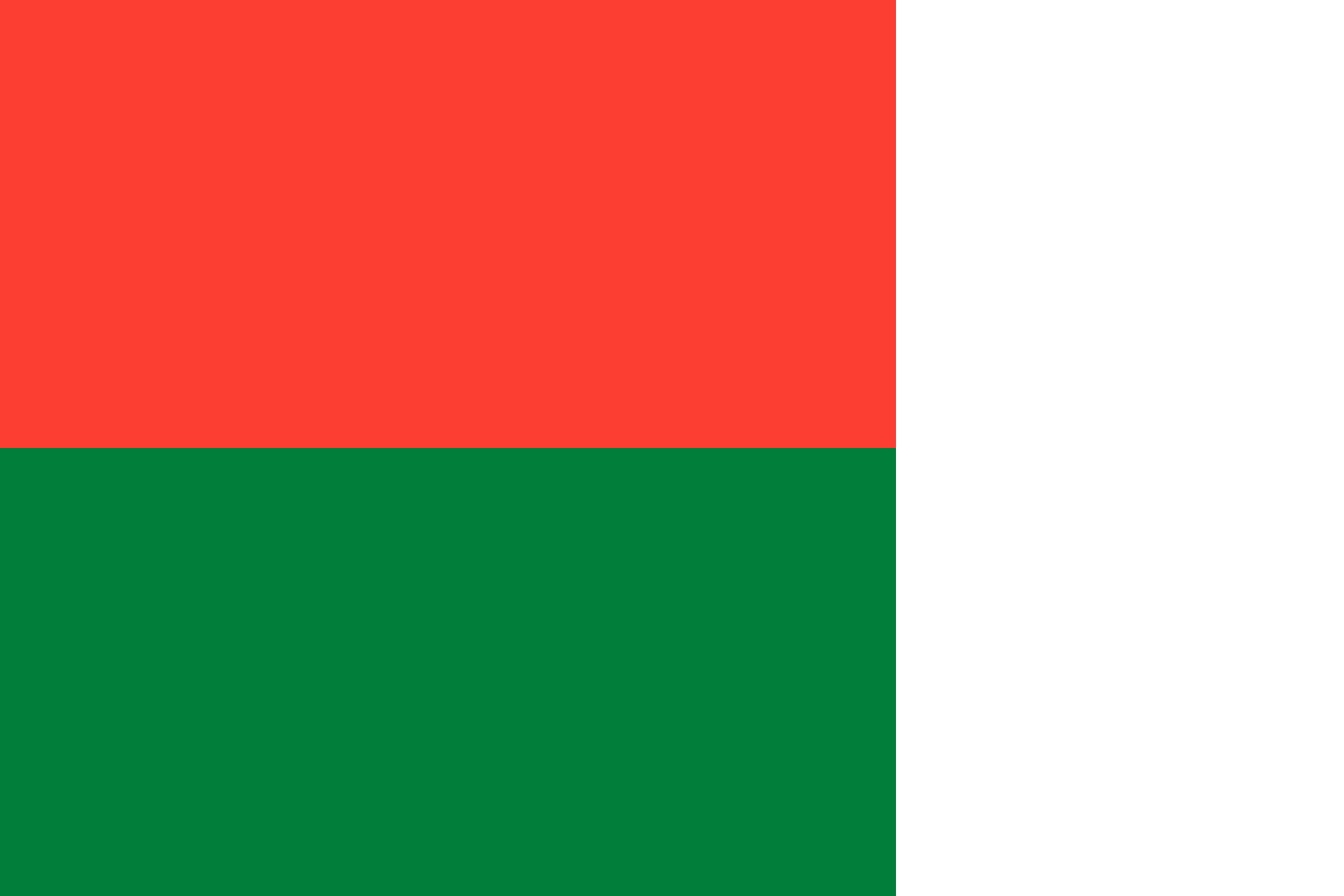
Flagge des Sultanats Occussi-Ambeno

Occussi-Ambeno ist ein fiktives südostasiatisches Sultanat. Es wurde 1968 von einer Gruppe um den neuseeländischen Anarchisten, Künstler, Hochstapler und Sammler Bruce R. Henderson geschaffen, die es bis heute fortführt; es gehört zu einer Reihe von Schein- und Phantasiestaaten, die Henderson (teils auch unter Aliasnamen) bereits zuvor gegründet hatte oder später noch gründete. Bekanntheit erlangte das angebliche Sultanat, indem es über Jahrzehnte Briefmarken ausgab, die bis heute als Cinderellas von Philatelisten gesammelt werden; mit amtlich wirkenden Schreiben mischte es sich vorübergehend in die Tagespolitik ein und gab später auch eigene Münzen aus. Henderson und seine Gruppe propagierten dabei unter anderem eine liberale Drogenpolitik und eine atomwaffenfreie Welt.
Für die umfassende Hintergrundgeschichte mischte Henderson Reales und Fiktives, weshalb sein Schabernack und Schwindel erst nach und nach aufgedeckt wurde. So hat der Scheinstaat eine reale Entsprechung in dem damaligen Distrikt Oecusse-Ambeno der Kolonie Portugiesisch-Timor nördlich von Australien. Der Name leitet sich von den beiden historischen Reichen auf dem Gebiet der Exklave im Westen der Insel Timor ab. Heute ist das echte Oe-Cusse Ambeno Teil des unabhängigen Staates Osttimor.

## Hintergrund
Henderson selbst nennt sein Vorhaben, darunter die Schaffung des Sultanats Occussi-Ambeno, ein Kunstprojekt. Sein gesamtes Werk wird mitunter als ein illustrierter Roman aus hunderten von Briefmarken gesehen, die „eine Geschichte von modellhaften Ländern und utopischen Fantasien erzählen.“ Kritiker halten Henderson vor, mit dem Sultanat Occussi-Ambeno einen weiteren bogus state (einen „Schwindel-Staat“) zum Nachteil von Philatelisten geschaffen zu haben. Henderson betont hingegen, dass er nicht behaupte, seine Marken seien für den Post- oder sonstigen Rechtsverkehr eines tatsächlich existierenden Staates vorgesehen und geeignet. Für ihre Schein- und Phantasiestaaten nutzen er und seine Unterstützer vielmehr – in Anlehnung an den Begriff Dritte Welt für reale Entwicklungsländer – die Bezeichnung „Fünfte Welt“. Die fiktiven Staaten werden mitunter als eine Art Rollenspiel betrachtet und die betreffenden Briefmarken als Requisite.

## Die Initiatoren des Sultanats Occussi-Ambeno

### Bruce Henderson alias Martin Renwick alias Bruce Grenville
Maßgeblicher Initiator des Projekts ist der 1950 in Wellington geborene Neuseeländer Bruce Ronald Henderson. Nachdem er in jungen Jahren auf die Südinsel gewechselt war, zog er später wieder in den Norden nach Auckland. Bis 1978 betrieb er das Projekt unter seinem realen Namen, den er auch etwa ab dem Jahr 2000 wieder nutzt. Von 1978 bis 1981 agierte er – bedingt durch polizeiliche Ermittlungen gegen ihn – unter dem Pseudonym Martin Renwick von einem selbst gewählten australischen „Exil“ aus. Von 1981 bis etwa 2000 setzte er den Künstlernamen Bruce Grenville ein. Er arbeitete vor allem als Illustrator, speziell von philatelistischen Druckerzeugnissen. Henderson selbst bezeichnet die Mehrzahl seiner Arbeiten als „Artistamps“, eine Unterart der Mail Art. Mitunter wird Henderson als einer der produktivsten, zugleich aber auch charmantesten Hersteller von Fantasie-Briefmarken der Gegenwart gesehen.
Zu seiner Motivation führte er 1983 aus, dass „Anarchisten aus der Vorstellung von einem in bizarrer Weise unvorstellbaren Staat, den die meisten Einwohner dieses Planeten gleichwohl für bare Münze nähmen, ein beträchtliches Maß an Humor herausholen könnten.“
Innerhalb des fiktiven Staatswesens erhielt Henderson zunächst die Rolle als Postmaster-General, des General-Postmeisters. 1974 stieg er zum neuen Sultan, Michael Ismail Abdullah (später Michael Ismail I.), auf, eine Rolle, die er bis 1995 ausübte.

### Die Unterstützer Hendersons
Zu den ersten Unterstützern Hendersons zählten Geoffrey Mills und Ross Alexander. Mills war bereits an einem früheren Projekt Hendersons beteiligt gewesen, der realen Timaru Cycle Mail, einer privat mit Fahrradboten betriebenen Postverteilung im neuseeländischen Ort Timaru. Bis 1974 übernahm er die Rolle des ersten Herrschers von Occussi-Ambeno, Sultan Sir Waals Abdullah, Alexander die Rolle von Sir Razzi Skleeb, Rajah der Occussi-Ambeno-Provinz Umm al Quitair. Ab 1995 trat der Australier Gary Dean in Erscheinung, einerseits als Organisator und Gestalter der Websites des Sultanats Occussi-Ambeno, andererseits als neuer Sultan Sri Gare I., der auf Briefmarken und Münzen abgebildet wurde.

## Die Entstehungsgeschichte

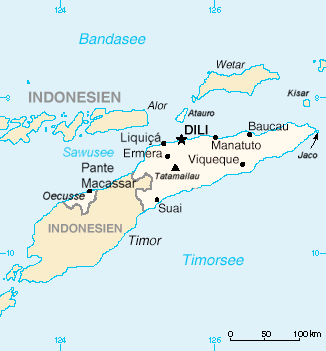
Lage der realen osttimoresischen Exklave Occussi-Ambeno im Westen der Insel Timor

Henderson und seine Unterstützer schufen das Sultanat Occussi-Ambeno als fiktiven Staat und Parodie 1968 in Anlehnung an reale Gegebenheiten. Im selben Jahr brachte Henderson erste Briefmarken heraus, die er selbst entworfen hatte und selber druckte. Um den Schein eines realen Staates zu fördern sowie die Marken bekannt zu machen und zu verkaufen, richtete er in Auckland, Neuseeland ein Konsulat von Occussi-Ambeno ein sowie das angeschlossene Occussi-Ambeno Overseas Philatelic Bureau; ergänzend baute er die Nachrichten- und Presseagentur Markpress auf, um Pressemitteilungen zu verbreiten, die sich mit vermeintlichen Veranstaltungen und Ereignissen in Occussi-Ambeno befassten.
Detailliert beschrieb Henderson die Entstehungsgeschichte des erfundenen Sultanats erstmals 1983 öffentlich, als er in einem anarchistischen Magazin einen vierseitigen Artikel unter dem Titel „Occussi-Ambeno – A Modern Satirical State“ publizierte. Viele Aktionen seien „irrwitzig gewesen und hätten vom Umfang her die Erwartungen der Gründer weit übertroffen, sowohl hinsichtlich des Umfangs der hergestellten Druckwerke als auch der Zahl der Personen, die von der Idee berauscht waren und daran mitwirkten.“
Henderson vertiefte die Darstellung in seinem Aufsatz „Voyages to Imaginary Countries“, der im Jahr 2000 im Buch „Artistamps“ von James Warren Felter in Italien erschien (AAA Edizioni, Bertiolo, Italien 2000); neben Occussi-Ambeno beschreibt er darin auch die ähnlichen Projekte Fantippo (angelehnt an das Kinderbuch Doktor Dolittle und seine Tiere des englischen Schriftstellers Hugh Lofting), ICIS (International Council of Independent States, angelehnt an die Vereinten Nationen für Staaten der „Fünften Welt“) und Upper Yafa (mit Bezügen zum realen historischen Staat Ober-Yafi). Weitere Primärquellen sind verschiedene von Henderson und seinen Unterstützern angelegte Websites zur Entstehungsgeschichte und aktuellen Situation sowie eine von ihm selbst aufgebaute Verkaufs- und Werbeplattform für Briefmarken und Münzen.

## Die Briefmarken von Occussi-Ambeno

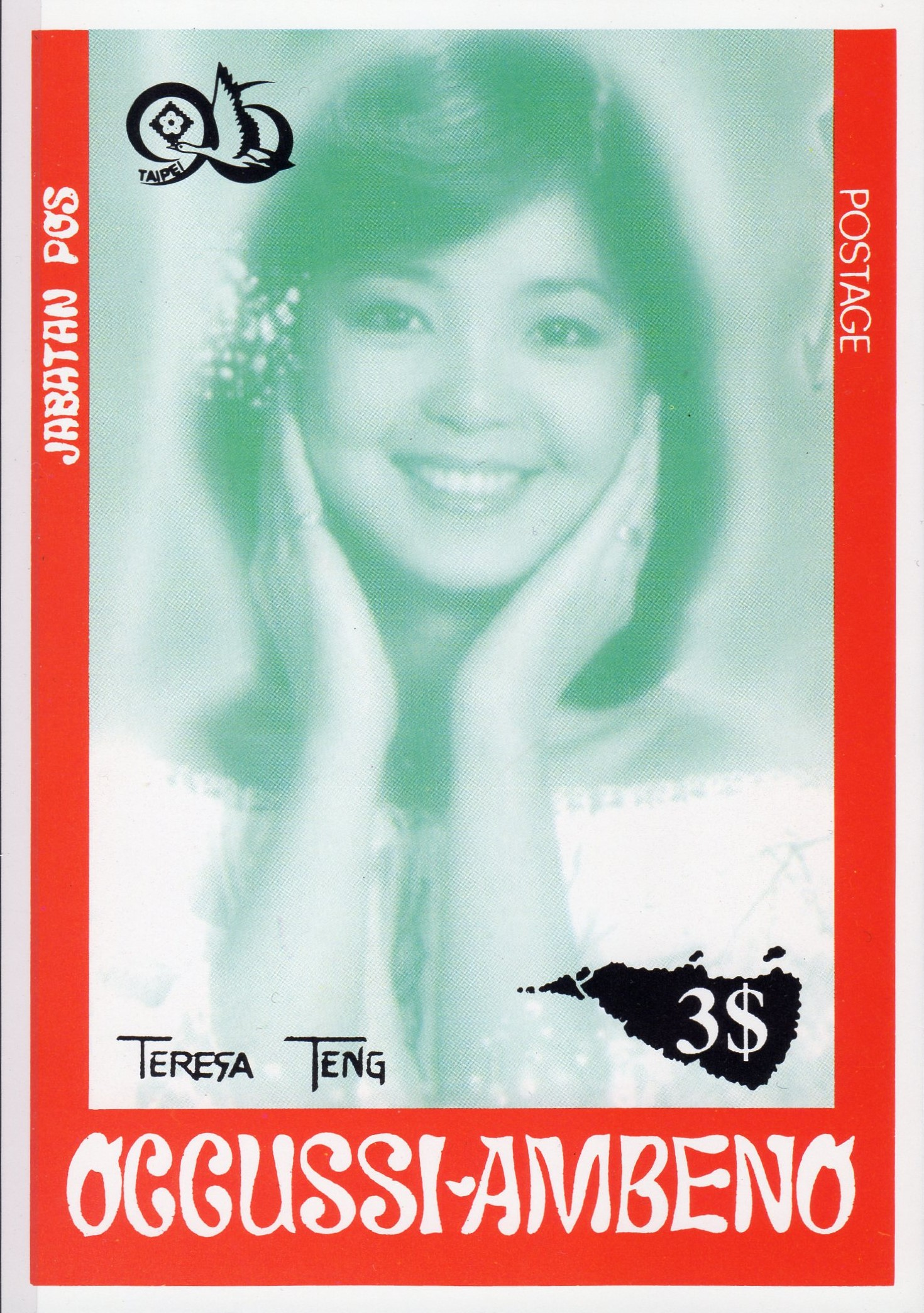
Briefmarke des fiktiven Staates Occussi-Ambeno

Für den fiktiven Staat stellte Henderson ab Oktober 1968, zunächst mit einfachsten Mitteln, eine kaum überschaubare Vielzahl eigener Briefmarken, Sonder-, Zuschlag-, Luftpost- und Steuermarken her; nach und nach fanden sie die Aufmerksamkeit von Philatelisten weltweit und noch heute haben sie als Cinderellas, also nichtamtliche Marken, einen Freundeskreis. Nach Hendersons eigenen Angaben sollen allererste Marken (zunächst noch mit der Schreibweise Okusi-Ambeno) schon im April 1968 durch Überdrucken originaler indonesischer Marken entstanden sein. Anfänglich nutzte er eine handbetriebene Buchdruckmaschine von Adana und einen Fotokopierer; die ersten Marken waren, teils bis 1972, aus einzelnen Buchstaben, Zeichen und Symbolen gesetzt, da er mit seinen einfachen Mitteln noch keine Bilder nutzen konnte. Ausgangspunkt waren Marken für die fiktive Provinz Umm al Qitair (angelehnt an das für seine Briefmarken bekannte und geschätzte Emirat Umm al-Qaiwain in den Vereinigten Arabischen Emiraten (VAE)), dem ab 1969 Marken für das gesamte Sultanat Occussi-Ambeno folgten, ferner ab 1970 solche für vier weitere fiktive Provinzen.
Die ersten größeren Serien „Floral“ und „Imperial Crown“ zeigten mit symbolisierten Blumen und der Regentenkrone noch klassische Briefmarkenmotive, mit der Serie „Stoned Bears“, der Abbildung eines durch Drogen berauschten Bären, aber auch ein erstes kurioses, für Hendersons Witz typisches Motiv. Erste Sonderdrucke feierten zum Beispiel die Amtseinführung eines neuen Provinzherrschers, aber auch Henderson selbst, die Kulturrevolution in China, den 75. Geburtstag von Mao Tse-Tung (teilweise mit dem Fehldruck „Birtday“) und den 100. Geburtstag Lenins, die Unabhängigkeit Biafras und die angestrebte Sikkims sowie die Mondlandung von Apollo 12. Erste Marken mit Bildmotiven erschienen 1970; einzelne Marken ließ Henderson in den USA und in Norwegen drucken.
Die Nelkenrevolution in Portugal 1974 und die folgenden Unabhängigkeitsbestrebungen vieler portugiesischer Kolonien wie Osttimor verschafften Occussi-Ambeno und Henderson zusätzliche Aufmerksamkeit und ließen das Projekt in noch stärkerem Maß glaubhaft erscheinen. Dazu gewann Henderson mit dem spanischen, in Madrid ansässigen Unternehmen Philanumismatica einen im Briefmarkenhandel erfahrenen Partner. So entstanden ab 1977 (und bis 1984) die ersten mehrfarbigen Briefmarken in aufwendiger Heliogravüre für Occussi-Ambeno, zunächst kooperativ, bis sich das spanische Unternehmen im Glauben an eine Vertretungsmacht Hendersons für das ostasiatische Gebiet für einen fünfstelligen Dollarbetrag das Recht sicherte, die Marken selbst zu entwerfen, herzustellen und zu vermarkten. Die Occussi-Ambeno Overseas Philatelic Agency residierte fortan vorübergehend in Madrid. Größere Verbreitung in Europa fanden die Marken (einschließlich einer Sondermarke), als sie 1977 auf der Fachmesse Amphilex 77 in Amsterdam vorgestellt und verkauft wurden.
Meinungsverschiedenheiten zwischen Philanumismatica und Henderson führten vorübergehend zu polizeilichen, schlussendlich ergebnislosen Ermittlungen gegen Letzteren in Neuseeland, aber auch zu dessen freiwilligem „Exil“ in Australien von 1978 bis 1981. Unter dem Aliasnamen Martin Renwick brachte er in dieser Zeit nur wenige Sondermarken für Occussi-Ambeno heraus, die durch besondere Aufdrucke auf älteren Serien entstanden.
In den Jahren 1981 bis 1990 entstand ein besonders breites Spektrum an Briefmarken aus dem Sultanat Occussi-Ambeno. Vor allem durch eine verbesserte Perforation wirkten sie professioneller; andererseits wurde für Sachkundige immer deutlicher, dass es sich um ein fiktives Sultanat handelt. Henderson war nach Neuseeland zurückgekehrt, agierte nun unter dem Künstlernamen Bruce Grenville und mischte klassische Briefmarkenthemen mit kuriosen bis absurden: Sondermarken zu Science-Fiction-Conventions unter anderem mit einem Abbild des Autors Douglas Adams oder Marken zum 200. Jahrestag des ersten Ballonflugs und dem zweiten Jahrestag einer solarbetriebenen Entsalzungsanlage in der Dragon-Provinz, nun teilweise mit Schriftzeichen der libyschen Schrift. Spezielle Marken für die Olympischen Spiele 1984 erschienen neben solchen für die Internationale Anarchisten-Konferenz in Venedig. Ab 1984 gestalteten auch andere, vornehmlich neuseeländische Künstler die Marken; neben „klassischen“ Jahrestagen erschienen besondere Marken zur Unterstützung einer Safer-Sex-Kampagne, zum 200. Jahrestag der Ankunft von Captain William Bligh in Occussi-Ambeno nach der Meuterei auf der HMS Bounty oder ein Sonderdruck aus Anlass der Weltumrundung des Zeppelins der staatlichen Fluggesellschaft Swiftair.
Von 1990 bis 2000 wandte sich Henderson alias Grenville verstärkt anderen Ländern zu, teils fiktiven, teils historischen, die er „wiederbelebte“; zu Occussi-Ambeno erschienen weniger neue Marken als in den Jahren zuvor. Ihre Qualität nahm unterdessen weiter zu, teils durch Vergabe des Drucks an Dritte, teils durch Grenvilles Wechsel von der typografischen Druckmaschine auf eine solche für einfarbigen Offsetdruck. Seit etwa 2000 tritt Henderson wieder unter seinem Klarnamen auf; die Anzahl der Marken für das Sultanat Occussi-Ambeno nahm wieder zu, auch bedingt durch den Wechsel auf Farb-Laserdrucker und die Nutzung digitaler Technik. Neben Marken zu klassischen Briefmarkenthemen schuf Henderson in dieser Zeit beispielsweise eine Serie „Helden der Ökologie“, je eine zum „Seeteufel“ Felix Graf von Luckner, zu Zeppelinen und der Ausrottung von Flöhen sowie Marken zum (angeblichen) Besuch von US-Präsident Barack Obama in Occussi-Ambeno, zum 100. Jahrestag des Untergangs der Titanic und zum 150. Geburtstags des finnischen Komponisten Jean Sibelius.

## Weitere Druckerzeugnisse und Münzen des fiktiven Sultanats
Je nach Sichtweise zur Täuschung der Leser und Briefmarkensammler oder als Teil des Rollenspiels schufen und verbreiteten Henderson und seine Unterstützer zahlreiche weitere Druckerzeugnisse zum Sultanat Occussi-Ambeno, von eindrucksvollen Kopfbögen über Diplome und Urkunden zur Verleihung der Ritterwürde bis hin zu Personalausweisen, Einreisevisa, Flugscheinen, Schiffstickets, Wahlzetteln und Scheckvordrucken für die Staatsbank von Occussi-Ambeno.
Aus den Jahren 1990 sowie 1995/96 und 1997 sind ferner verschiedene Münzen mit dem Aufdruck „Sultanate of Occussi-Ambeno“ bekannt. Einzelne Quellen gehen heute davon aus, dass sie nicht aus dem Umfeld um Henderson, sondern von Trittbrettfahrern stammen. Erst 2006 brachten Henderson und seine Unterstützer eigene Münzen aus einer Kupfer-Nickel-Legierung heraus, vergoldet zum Nennwert von 50 Dollar und versilbert zu 10 Dollar mit einem Abbild von Gary Dean als Sultan.

## Die Berichterstattung in den Medien
Die von Henderson lancierten Presseartikel der Agentur Markpress wurden teilweise von seriösen Medien aufgegriffen und weiterverbreitet. So erschien 1973 auf der Titelseite der angesehenen neuseeländischen Tageszeitung New Zealand Herald die Nachricht, dass das Sultanat Occussi-Ambeno die neu ausgerufene Republik Minerva, eine Mikronation im Südpazifik, anerkannt habe. Mehrere Bücher und Internetartikel übernahmen Hendersons Pressemitteilung, das Sultanat Occussi-Ambeno sei von den Kleinstaaten Liechtenstein und Monaco offiziell anerkannt worden, wofür es jedoch keine verlässlichen Belege gibt und was zum Teil in Widerspruch zu tatsächlichen Gegebenheiten steht (so wird Liechtenstein seit 1919 diplomatisch durch die Schweiz vertreten). Auch die Nachricht, das Land habe keine Anti-Drogengesetze, weise eine florierende Industrie von Magic Mushrooms auf und unterstütze die Anti-Nuklearbewegung, findet sich in mehreren Veröffentlichungen.
Anfang der 1970er-Jahre erschienen Artikel über das „Sultanat“ in britischen und amerikanischen Philateliemagazinen.

## Die fiktive Geschichte des Sultanats und reale Hintergründe
Bei der erfundenen Geschichte des Sultanats werden Realität und Fiktion gemischt. Demnach soll die Hafenstadt „Oekusi“ im 15. Jahrhundert (sic) als Versorgungsstation für portugiesische Freibeuter gegründet worden sein. Die Verwaltung sei erst vor kurzem von Okusi nach Pante-Makassar verlegt worden. 1975 wurden die „indonesischen Provinzen“ (indonesisch Propinsi Indonesia) infolge einer „Petiton des indonesischen Volkes“ als Sonderkonstrukt annektiert. Selbst eine Liste der historischen Herrscher bis auf das Jahr 1848 wurde erfunden. In diesem Jahr sollen sich sieben Stämme vereinigt haben, um die eindringenden Portugiesen abzuwehren. Die Unabhängigkeit wurde der Fiktion nach 1968 erlangt, wobei die sieben Provinzen volle innere Autonomie haben sollen.
Laut der Homepage der Mikronation ist Staatsoberhaupt Sultan Sekrup Semesta Alam Sri Sultan Gare, the Sultan and Yang Di Pertuan. Er sitzt dem Ministerrat vor und bestimmt dessen Mitglieder. Sein Vize soll Sultan Muda Yang Manis Aden sein, Außenminister Eddy Tansil. Zur Fauna gehöre auch der Garuda-Vogel und der fliegende Naga Unggu (indonesisch für „Lila Drache“), der mit dem Komododrachen verwandt sein soll. Als Währung wird der „Okusi Ringgit“ (sic) genannt. Die kleinere Einheit heißt „Sen“. Ein OA$ soll 1,23 US-Dollar wert sein. Die Streitkräfte bestünden nur aus dem Bataillon der Palastwache, man habe aber bilaterale Verteidigungsvereinbarungen mit Brunei, Sedang, Taiwan, dem Vatikan und der Hutt River Province. Mit Singapur seien Waffenlieferungen und -instandhaltungsverträge vereinbart. Die nationale Fluglinie verwende als Transportmittel mit Helium gefüllte Zeppeline.
Bei der Flagge des Sultanats handelt es sich um die gespiegelte Flagge Madagaskars. Der Garuda, der in dem fiktiven Sultanat leben soll, ist ein mythologischer Vogel, der unter anderem im Wappen Indonesiens zu finden ist.
Obwohl ein Großteil des Malaiischen Archipels muslimisch ist, so auch das Sultanat Brunei, ist die Bevölkerung von Oe-Cusse Ambeno heute nahezu vollständig katholisch. Zum Zeitpunkt des Abzugs der Portugiesen gehörten die meisten Einwohner noch der animistischen Religion Timors an.
Die Portugiesen erreichten die Region erstmals erst im 16. Jahrhundert und errichteten in Oe-Cusse Ambeno ihren ersten Stützpunkt auf Timor. Als die Kolonie Portugiesisch-Timor in die Unabhängigkeit entlassen werden sollte, wurde durch Indonesien ein Bürgerkrieg ausgelöst. Mit Berufung auf die umstrittene Balibo-Deklaration marschierte Indonesien 1975 in Osttimor ein (Operation Seroja), annektierte das Land und hielt es bis 1999 besetzt.